# 第2延坪海戦
第2延坪海戦（だいにヨンピョンかいせん、朝: 제2연평해전、英: The Second Battle of Yeonpyeong）は、2002年6月29日に黄海延坪島付近で発生した朝鮮民主主義人民共和国（北朝鮮）の北方限界線を原因とする北朝鮮と大韓民国（韓国）の艦艇による銃撃戦のことである。
発生当初から西海交戦と呼ばれていたが、2008年4月8日、韓国国防部は正式名称を第2延坪海戦に変更したと発表した。同時に、1999年に起きた延坪海戦の名称も第1延坪海戦に変更された。「西海」とは朝鮮半島の西側にある海、つまり黄海をさす。

## 経緯

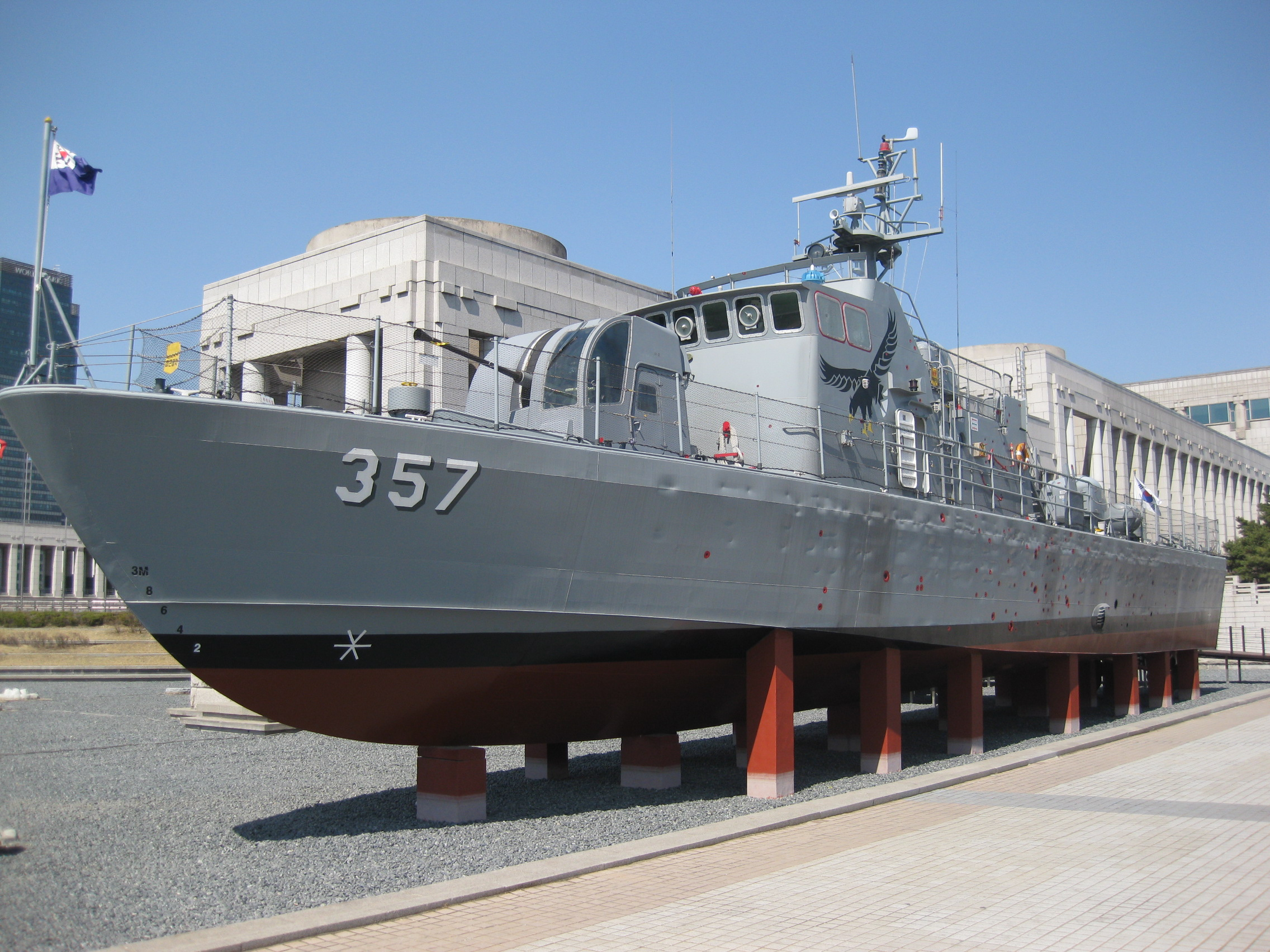
戦争記念館に展示されているチャムスリ級哨戒艇357号のレプリカ（301号を改修）

6月29日の午前9時54分（韓国標準時）、朝鮮人民軍海軍西海艦隊砂串第8戦隊司令部トンサン（登山）岬海軍基地警備戦隊第5編隊所属の警備艇「トンサン岬388号」1隻が黄海の北方限界線（NLLとも呼び、国連軍司令部が朝鮮戦争直後に定めた物。北朝鮮側は認めていない）を侵犯した。さらにその数分後には、同第7戦隊所属のSO-1級駆潜艇「トンサン岬684号」も侵入したため、韓国海軍第2艦隊司令部も同海域に232高速艇編隊所属のチャムスリ級哨戒艇2隻を派遣した。計4隻の艦艇が接近したとき、北朝鮮側トンサン岬684号が発砲し、韓国哨戒艇357号（艇長：尹永夏大尉、副長:李熙玩中尉）の操舵室を直撃した。艇長の尹大尉はその場で戦死し、副長の李中尉が片足切断の重傷を負いつつ指揮を執るが、357号は集中砲火を浴びて炎上し交戦不能に陥る。もう1隻の韓国軍哨戒艇は砲撃を受けなかったのでこれに応戦し、さらに韓国側は近海にいた哨戒艦2隻を緊急出動させる。
計3隻の攻撃によってトンサン岬684号は炎上する。しかし、炎上した警備艇は発砲しつつ北上を続け、トンサン岬388号と共に北朝鮮側海域に戻ることに成功する。
韓国海軍は北朝鮮海域まで警備艇を追うことはせず、砲撃を受けた哨戒艇357号を曳航しつつ帰還したが、帰還途中に357号は沈没した。
韓国側は、この交戦によって戦死4名、負傷者19名、行方不明者1名（後に357号引き上げ作業時に遺体で発見）、さらに哨戒艇1隻沈没という損害を受ける。また、負傷者1名が後日、病院で死亡した。
北朝鮮側の損害は、トンサン岬684号の帰還直後、乗組員を乗せたと思われる大型ヘリコプターが平壌順安飛行場へと飛び立った事から相当数の死傷者が出たものと推測された。合同参謀本部軍事情報部長の権栄達少将は、死亡13人、負傷者25人の計38人と結論付けた。
一方で、当時第8戦隊所属の水兵であった脱北者によれば、死者は艦長、機関長、操舵手の3名、負傷者は5、6名程度に過ぎないとされる。

## 韓国内の反応
韓国国防部は、北朝鮮艦艇が全く躊躇なく発砲してきたこと、そしてその後すぐに反転して逃げ去ったという行動などから、この交戦は朝鮮人民軍が緻密に計画した奇襲であったと発表した。
しかし、戦死者まで出たにもかかわらず、韓国国民の関心は高まらなかった。韓国では当時、日韓ワールドカップが開催されており、事件直後こそ国民の関心は非常に高かったものの、韓国代表がワールドカップベスト4の快挙を成し遂げていたため連日テレビのニュースはワールドカップ関連一色であったこともあり、すぐに関心は低くなった。
韓国政府も、当時の大統領である金大中が太陽政策を推進していたこともあり、また北朝鮮が「偶発的」と主張しつつも遺憾の意を表明したこともあり、北朝鮮に対する具体的な圧力・制裁などは行わなかった。
殉職した軍人の1周忌にも、政府の関係者は姿は見られず、国民の関心も低く、遺族は暗澹とした気持ちになったという。事件で夫を失ったある韓国人女性は、韓国に失望しアメリカ合衆国に渡ったという。毎年6月29日には韓国で海軍主催による追悼式典が行われているが、盧武鉉大統領は参加しておらず、2007年になってはじめて首相（韓悳洙）と合同参謀議長（金寛鎮）の参加が実現した。しかし追悼式典そのものも2007年を最後に行われないことが決定していた。
一方で、2007年6月28日に進水の韓国海軍次期高速ミサイル艇（犬鷲型ミサイル艇）の名称が、戦死者の一人である357号艇長・尹永夏少領（死後1階級特進。少佐に相当する階級）から採られ、初代艦長には第1延坪海戦で活躍した安志栄少領が任命された。

### 状況の変化
大統領選の公約のひとつとして「死傷者全員の補償および礼遇」を掲げて当選した李明博の意向により、海軍第2艦隊司令部の主催で行われていた式典が政府行事となる事が決まったほか、記念日の制定も検討していることが明らかにされている。
2016年には韓国国内にて本件が映画化された（「延坪海戦／Northern Limit Line」（邦題: 「ノーザン・リミット・ライン 南北海戦」））。作中では、戦死者の実際の葬儀映像や、生還した韓国軍元乗組員らのインタビュー映像、同海戦で戦死した尹永夏少領が死の直前にサッカー関連のニュース番組からインタビューを受けた映像等が使用されている。

### 西海守護の日
2016年より、韓国政府は3月の第4金曜日を「西海守護の日」に指定し、第2延坪海戦の他、天安沈没事件、延坪島砲撃事件の3つの事件、合計55人の犠牲者を追悼する記念式典が催されている。

### 文政権
2020年6月、韓国政府は、顕忠日の行事で、天安沈没事件と第1、第2延坪海戦の遺族を招待しないことを発表した。韓国政府は「コロナ流行を鑑みて、出席者を絞ったため」と説明しているが、韓国軍内では「文大統領が、自らの主催する行事に、天安艦遺族らが出席する事は不快だったのではないか」との話が出ているという。

## 北朝鮮の反応
西海艦隊第8戦隊の拠点へと帰港したトンサン岬684号は、交戦後12日が過ぎても停泊されており、戦隊員の警戒心を鼓吹するための措置と推測される。その後、3、4か月の修理を経て「キム・ヨンシク英雄号」と改称され、2004年7月19日にもNLLを侵犯する挑発行動を行った。